# 賈邁勒·卡舒吉
賈邁勒·艾哈邁德·卡舒吉（阿拉伯语：جمال خاشقجي，羅馬化：Jamāl Khāshuqjī，[ʒaˈmaːl χaːˈʃoɡʒi]；1958年10月13日—2018年10月2日），或譯贾马尔·哈苏吉，是沙特阿拉伯新聞工作者及異議人士，也是《华盛顿邮报》專欄作者。他曾在開播僅一天即停播的阿拉伯新聞頻道擔任總經理一職。他於2018年10月2日進入沙特驻伊斯坦布尔總领事馆後遭沙特特工謀殺。
2018年10月11日，土耳其警方通报美国方面称已掌握足够的证据证明贾迈勒·卡舒吉在10月2日进入沙烏地阿拉伯駐伊斯坦堡總領事館时被沙特的特工所杀并锯刑，分屍后尸体组织被转移。但沙特政府一度否认此事，并訛称贾迈勒·卡舒吉当天就走出了领事馆，直到同月19日才承認其已於10月2日在館內身亡，终年59岁。2019年6月19日，聯合國特別報告員阿涅斯·卡拉馬爾公布卡舒吉遇害案的调查报告。报告认为沙特王储穆罕默德·本·薩勒曼與此案有關聯，应受到调查和制裁。

## 生平

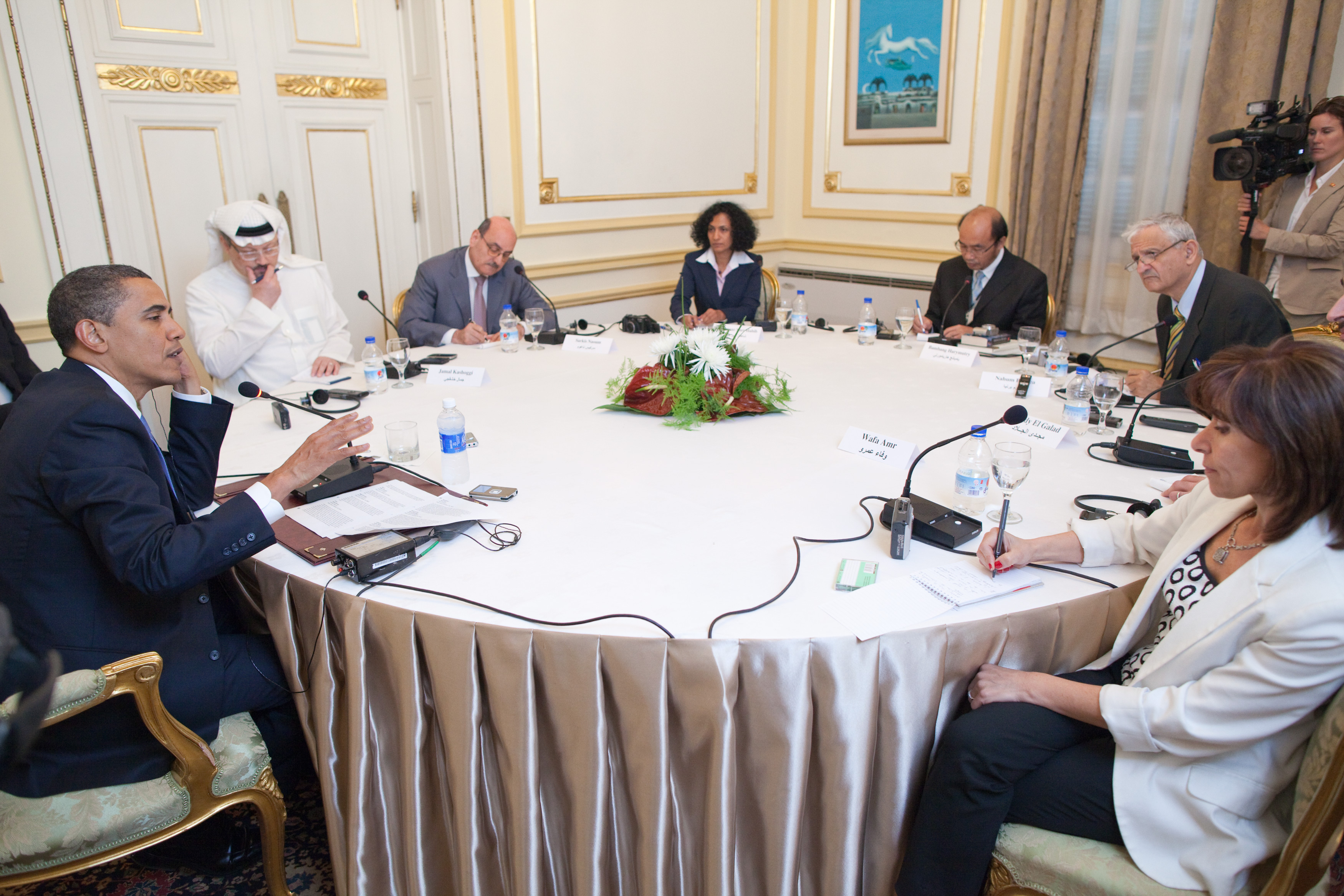
美国总统贝拉克·奥巴马（Barack Obama）於2009年6月4日發表演講《新起點》後參加了一次圓桌採訪，其中包括賈邁勒·卡舒吉（Jamal Khashoggi），班邦·哈里穆爾蒂（Bambang Harymurti）和納胡·巴尼亞（Nahum Barnea）。

賈邁勒·卡舒吉的祖父穆罕默德·卡舒吉是土耳其裔，娶一名沙特女人為妻，曾擔任沙特開國國王伊本·沙特的私人醫生。
賈邁勒·卡舒吉是作風高調的沙特軍火商阿德南·卡舒吉的侄子。阿德南·卡舒吉因1980年代在伊朗門事件擔任中間人而知名，當時其身家估計有四十億美元。賈邁勒·卡舒吉的姑表兄是英國戴安娜王妃的男友多迪·法耶茲，與戴安娜在車禍中一同喪生。
賈邁勒·卡舒吉1982年从美國印第安納州立大學工商管理學本科毕业。他返回沙特後，1983年至1984年担任Tihama Bookstores的地区经理。1985年至1987年在吉达的英文报纸《沙特公报》记者、阿文报纸《Okaz》经理助理。1987年至1990年在多家报纸、杂志任记者。1990年担任吉达的阿文报纸《麦地那日报》主编，1991年任代理总编辑直至1999年。1991年至1999年，同时作为美国九一一袭击事件前担任沙特情报总局局长长达十年的图尔基·本·费萨尔的高级助手，经常访问中东各国。賈邁勒·卡舒吉於1980和90年代數次訪問奥萨马·本·拉登。图尔基·费萨尔后来分别出任驻英国和美国大使，卡舒吉也随同前往。1999年至2003年，賈邁勒·卡舒吉后在沙特国内重要的外宣平台，沙特情报总局对外联络部操控的英文《阿拉伯新闻》任副总编。2003年初，担任阿文《祖国报》总编辑，但2个月后即被沙特新闻部解雇。他随即自愿流放伦敦，担任了驻英大使图尔基·费萨尔的高级幕僚。2007年4月，回国再次出任《祖国报》总编辑。2010年5月17日被迫辞职。开始担任众多国际电视新闻媒体的政治评论员。2012－2016年担任沙特国有的阿拉伯卫星电视台的评论员。
2010年，发起创办了在巴林的阿拉伯新闻频道，实际控股者为沙特超级富翁瓦利德·本·塔拉勒·阿勒沙特与彭博電視。但2015年2月1日开播當天就被巴林政府强制取缔。
2016年12月被沙特政府禁止从业。卡舒吉拿了美国杰出人才签证后，於2017年9月18日逃離沙特阿拉伯，给《华盛顿邮报》写文章。此後多次發表批評沙特的文章。他批評沙特王儲穆罕默德·本·薩勒曼。他也批評沙特领导的干预也门行动。

## 遇害案

### 過程
卡舒吉於2018年9月28日進入伊斯坦布尔的沙特領事館辦理離婚證明，以便與土耳其女子哈蒂杰·堅吉兹（Hatice Cengiz）結婚。36歲的堅吉茲是伊斯坦布爾一所大學的在讀博士生，在同年5月伊斯坦布爾的一個會議中認識卡舒吉。據報卡舒吉事後對朋友表示當時領事館的人對他很熱情，讓他感覺不會有問題發生。同年10月2日，卡舒吉按照預約時間到領事館領取離婚文件，可是在外面等候的堅吉兹卻一直沒有看到他走出來。據土耳其來源的說法，卡舒吉在領事館內遭到酷刑折磨，最後被殺害。土耳其方面称沙特派遣了一個由15人組成的小組執行殺人任務，把過程錄影以證明任務已完成，並把卡舒吉被肢解的屍體靜悄悄地運出領事館。

### 土耳其介入
土耳其由於庫德族問題與未遂政變事件，與美國關係走向分裂，同時其與沙特長期有潛在競爭中東遜尼領導國的情結，本次事件中採積極介入立場，將之作為戰略籌碼。
卡舒吉在進入沙特領事館前告訴未婚妻，如果他沒有回來，就找一名為土耳其總統埃爾多安擔任顧問的人求助。她最終報警。沙特阿拉伯一方宣稱卡舒吉在10月2日從後門離開領事館，只是那裡的閉路電視沒有拍下片段。據報負責領事館保安的土耳其警察在本身的保安錄影中找不到卡舒吉步出領事館的畫面。土耳其《早報》報導在10月2日當天，领事馆的土耳其雇员被匆匆告知要休假。土耳其調查人員相信有沙特人員把領事館內的閉路電視記錄拿走，於10月2日晚間登上租用的飛機離開土耳其。
土耳其《早報》宣稱卡舒吉于10月2日进入领事馆时，在其苹果手表上打开了录音功能，並连接到iCloud和未婚妻的手机。据报道，该手表不仅记录了卡舒吉此後遭受的审讯和酷刑，还记录了他的被杀過程。但是上述說法受到外界質疑，因為所描述的事項與蘋果手表已知功能不符，可能只是土耳其當局為了掩藏證據來源而編造。土耳其總統埃尔多安於10月8日說：「我们必须尽快从调查中得到结果。领事馆官员无法通过简单地说『他已离开』来开脱自己。」
土耳其外交部表示，當局將會派員進入沙特阿拉伯驻伊斯坦布尔领事馆搜查。外交部的声明说，沙特阿拉伯表示愿意合作。

### 美國介入
10月10日，美国国务卿邁克·蓬佩奧呼吁沙特阿拉伯支持彻底透明的调查。
10月13日，美国总统特朗普表示卡舒吉的命运“看起来并不太好”，他可能已经被杀，特朗普又表示如果確定卡舒吉在沙特领事馆内被谋杀，沙特将会受到“严厉惩罚”，但是美國無意停止对沙特阿拉伯的军售。
10月16日，美國国务卿蓬佩奥抵達利雅得，與沙特國王萨勒曼進行閉門會談，討論卡舒吉事件。

### 逮捕
10月19日，沙烏地阿拉伯政府透過國營媒體證實，卡舒吉於10月2日進入領事館後，捲入衝突事件而身亡，涉案者達18人，皆為該國公民。相关报告称，初步调查发现贾迈勒·卡舒吉于10月2日在沙特驻伊斯坦布尔领事馆中，与沙特调查人员发生冲突后死亡，但有关冲突的具体细节暂未得到公布。该报告还表示沙特方已经逮捕了18名嫌疑人。
10月30日，土耳其总统埃尔多安敦促沙特阿拉伯当局说出究竟是谁下令在沙特驻伊斯坦布尔领事馆内杀害卡舒吉。
11月15日，沙特检方寻求判处5名嫌疑人死刑，并认定卡舒吉死于谋杀。检方认为，卡舒吉被注射了大量药剂，导致死亡。死后卡舒吉尸体被肢解。

#### 暗殺組嫌疑人
土耳其媒體公布懷疑涉案的15人「暗殺組」各人名字、出入境詳情及照片，名單如下：
- 馬希爾·阿卜杜勒·阿齊茲·穆特拉比（阿拉伯语：ماهر عبد العزيز مطرب，羅馬化：Māhir ʿAbd al-ʿAzīz Muṭrib，1971年—），前駐英國外交官，經常伴隨沙特王儲穆罕默德·本·薩勒曼外訪。[44]
- 薩拉赫·穆罕默德·塔比吉（英语：Salah Muhammed al-Tubaigy）（羅馬化：Ṣalāḥ Muḥammad al-Ṭubayqī，1971年—），沙特法醫學會主席。[44]
- 阿卜杜勒·阿齊茲·穆罕默德·哈薩維（阿拉伯语：عبد العزيز محمد الحساوي，羅馬化：ʿAbd al-ʿAzīz Muḥammad al-Ḥasāwī，1987年—），沙特王儲穆罕默德的一名貼身保鏢。[44]
- 賽義爾·加利卜·哈爾比（阿拉伯语：ثائر غالب الحربي，羅馬化：Thāʾir Ghālib al-Ḥarbī，1979年—），沙特王室衛隊隊員。[44]
- 穆罕默德·薩阿德·扎赫拉尼（阿拉伯语：محمد سعد الزهراني，羅馬化：Muḥammad Saʿd al-Zahrānī，1988年—），沙特王室衛隊隊員。[44]
- 米沙勒·薩阿德·布斯塔尼（阿拉伯语：مشعل سعد البستاني，羅馬化：Mishʿal  Saʿd al-Bustānī，1987年－2018年），沙特皇家空軍中尉[45]，案發後不久在利雅得的车祸中離奇丧生[46]。
- 納耶夫·哈桑·阿里菲（阿拉伯语：نايف حسن العريفي，羅馬化：Nāyif Ḥasan al-ʿArīfī，1986年—）
- 穆斯塔法·穆罕默德·邁達尼（阿拉伯语：مصطفى محمد المدني，羅馬化：Muṣṭafá Muḥammad al-Madanī，1961年—），殺害卡舒吉後，偽裝成他的樣貌走出領事館以製造假象。[47]
- 曼蘇爾·奧斯曼·阿巴侯賽因（阿拉伯语：منصور عثمان أباحسين，羅馬化：Manṣūr ʿUthmān Abāḥusayn，1972年—）
- 瓦利德·阿卜杜勒·沙赫利（阿拉伯语：وليد عبد الله الشهري，羅馬化：Walīd  ʿAbd Allāh al-Shahrī，1980年—）
- 圖爾基·邁什拉夫·沙赫利（阿拉伯语：تركي مشرف الشهري，羅馬化：Turkī Musharraf al-Shahrī，1982年—）
- 法赫德·沙比卜·巴拉維（阿拉伯语：فهد شبيب البلوي，羅馬化：Fahad Shabīb al-Bālawī，1985年—）
- 賽義夫·薩阿德·卡塔尼（阿拉伯语：سيف سعد القحطاني，羅馬化：Sayf Saʿd al-Qaḥṭānī，1973年—）
- 哈立德·阿耶德·蒂卜（阿拉伯语：خالد عايض الطيبي，羅馬化：Khālid ʿĀyiḍ al-Ṭayyibī，1988年—）
- 巴德爾·拉法·奧塔比（阿拉伯语：بدر لافي العتيبي，羅馬化：Badr Lāfī al-ʿUtaybī，1973年—）

### 審判
2019年12月23日，沙特对外公布卡舒吉被杀案审判结果，涉案人员中五人因直接参与谋杀卡舒吉被判处死刑，另有三人因涉案被判处24年监禁。
2020年5月，卡舒吉的兒子薩拉赫·卡舒吉表示原諒殺害父親的兇手。
2022年12月，美国地区联邦法官约翰·贝茨（John Bates）驳回了针对沙特王储穆罕默德·本·萨勒曼策划谋杀贾迈勒·卡舒吉的诉讼，法官表示王储有权享有主权豁免权。

### 反應

#### 当事方
- 沙烏地阿拉伯承認卡舒吉遇害後，除了逮捕18個嫌疑人外，亦把4名情報高官免職，包括沙特情报总局副首長艾哈迈德·阿西里，而王室顧問萨乌德·卡赫塔尼亦遭免職。[51]

- 土耳其起初要求沙特阿拉伯引渡其拘留的18個嫌疑人到土耳其接受審訊[41]，但是在2022年4月初决定将卡舒吉遇害案移交沙特司法部门处理[52]。

#### 其他
- 马来西亚首相马哈迪·莫哈末對於賈邁勒·卡舒吉被殺是不能接受的，他表示馬來西亞不支持殺害異見人士。[53]

- 美国美国财政部宣布制裁17名沙特阿拉伯记者卡舒吉遇害案涉案人员[54]，有觀點認為其做法與之前的俄羅斯前特工英國遇刺案相較頗具差異，亦引起國際議論。[55]
2018年11月下旬起美国总统唐纳德·特朗普開始著墨沙特對美國利益的重要性，以及軍火大單製造的工作機會、石油對美元的地位性，[56]川普說不應該一下歸咎於沙特王儲的錯，因為也许是这个世界的錯。此言一出使美國網路輿論和媒體群情激憤，美國參議院外交委員會柯克對此表示，從未想到有一天他會見證這驚訝的一幕，白宮成了沙特的公關廣告公司，隨後連署兩黨議員要求施壓白宮回應是否認為沙特王儲為真兇。[57][58]
2018年11月28日，[59]參議院以63票對37票表決通過一項提案，要求美國停止對干預葉門內戰的沙國聯軍提供援助，共和黨議員也對川普當局提出強烈抨擊。隨後眾議院也通過相同提案，但都遭到美國總統特朗普否決[60]。
2018年12月4日，美国一些主要参议员在听取了中央情报局局长吉娜·哈斯佩尔的汇报後，表示有大量证据表明沙特王储穆罕默德·本·萨勒曼下令杀害了卡舒吉。[61]
2019年6月20日，受卡舒吉被害案影響，美国参议院投票通过多项决议，反对总统特朗普向沙特等国出售武器的计划[60]。
2021年2月26日，美国情报部门公布了卡舒吉遇害案的调查报告，报告称卡舒吉遇害案由沙特王储穆罕默德下令批准俘获或杀害。美國国务卿布林肯宣布对76名沙特人实施签证限制。美国财政部宣布对沙特前情报总局副局长艾哈迈德·阿西里（英语：Ahmad Asiri (general)）以及沙特快速干预部队实施制裁[62]。

- 加拿大政府在當年12月宣佈：凍結上一屆政府和沙特阿拉伯簽署的裝甲車銷售協議[63]。

- 欧洲联盟外交和安全政策高级代表费代丽卡·莫盖里尼在2018年10月9日告诉媒体记者，欧盟希望“全面调查”卡舒吉“失踪”一事，呼吁沙特政府对所发生的一切“完全透明”。[64]

- 联合国人权事务发言人拉维娜·沙姆达萨尼就卡舒吉“明显因为外力失踪”在2018年10月9日表达严重关切。“如果报告显示他已死亡或者确认（他）出现离奇状况，将令人震惊。”沙姆达萨尼呼吁土耳其和沙特联手“迅速、公正调查”。[64]
聯合國特別報告員卡拉马德于2019年1月28日至2月3日访问土耳其，对卡舒吉在伊斯坦布尔的沙特领馆被杀害事件进行国际调查[65]。
2019年6月19日，聯合國特別報告員卡拉马德公布卡舒吉遇害案的调查报告。报告认为沙特王储穆罕默德·本·薩勒曼與此案有關聯，应受到调查和制裁[7]。
- 俄羅斯总统弗拉基米尔·普京表示，卡舒吉失踪的事件非常遗憾，但是在没有确凿事实证据之前，俄罗斯不能破坏与沙特的关系。[66]
- 荷蘭財政大臣、 法國财政部长和国际货币基金组织总裁均抵制定于10月23至25日在利雅德举行的沙特峰会。[66]
- 英国首席大臣外交、联邦和发展事务大臣多米尼克·拉布於2020年7月6日宣佈對參與卡舒吉死亡事件的20名沙特阿拉伯人實施制裁[67]。

## 追授
2019年，世界報業協會追授卡舒吉自由新聞金筆獎，紀念他的個人犧牲彰顯新聞自由的精神。